# Udmurcki Obwód Autonomiczny
Udmurcki Obwód Autonomiczny, Udmurcki OA, początkowo Wotiacki Obwód Autonomiczny, Wotiacki OA (ros. Удмуртская автономная область, udmurcki Удмурт автономной область) – obwód autonomiczny w Związku Radzieckim, istniejący w latach 1920−1934, wchodzący w skład Rosyjskiej Federacyjnej Socjalistycznej Republiki Radzieckiej.
Udmurcki OA został utworzony 4 listopada 1920 r. pod nazwą Wotiacki Obwód Autonomiczny. Tworzenie autonomicznych jednostek terytorialnych dla mniejszości narodowych było częścią polityki tzw. korienizacji, tj. przyznawania autonomii mniejszościom narodowym zamieszkującym obszary dawnego Imperium, poprzednio dyskryminowanym i rusyfikowanym przez carat. 1 stycznia 1932 r. nazwa Obwodu została zmieniona na Udmurcki OA. Powodem tej decyzji był fakt, iż poprzednio obowiązująca nazwa zawierała określenie Udmurtów pochodzące z języka rosyjskiego, całkowicie odmienne od nazwy własnej tego narodu, i z tej przyczyny zastąpiono ją w nazwie autonomii określeniem pochodzącym z języka udmurckiego.
28 grudnia 1934 r. poprzez zmianę statusu tej autonomicznej jednostki administracyjnej – podniesienia jej rangi i poszerzenie zakresu autonomii zlikwidowano Obwód. Powstała w jego miejsce autonomia Udmurtów otrzymała nazwę Udmurckiej Autonomicznej Socjalistycznej Republiki Radzieckiej
 Informacje nt. położenia, gospodarki, historii, ludności itd. Udmurckiego Obwodu Autonomicznego znajdują się w: artykule poświęconym Republice Udmurcji, jak obecnie nazywa się rosyjska jednostka polityczno-administracyjna, będąca kontynuacją Obwodu